# Furufjörður
Der Furufjörður (isl. Kiefernfjord) ist ein Fjord in den Westfjorden in Island.
Er liegt in Hornstrandir zwischen der Bucht Bolungavík  und Þaralátursfjörður im Osten. Der Fjord reicht 3,5 km weit ins Land und ist bis zu 3 km breit. Im Fjord gab es drei Höfe: Árnabær, unweit der Kapelle, Smiðjuvík und Vagnsbær. Sie waren bis 1950 bewohnt, jetzt stehen dort noch einige Sommerhäuser, eine kleine Kapelle mit Friedhof und eine Rettungshütte. Vom Furufjörður sind es nur 6 km (Luftlinie) nach Westen bis zum Hrafnsfjörður in den  Jökulfirðir. Dorthin führt eine Piste über die Skorarheiði. Die Piste hat keine Verbindung zum übrigen Straßennetz und soll seinerzeit viel befahren gewesen sein.